# Basterotia tricostalis
Basterotia tricostalis is een tweekleppigensoort uit de familie van de Basterotiidae. De wetenschappelijke naam van de soort is voor het eerst geldig gepubliceerd in 1897 door Sowerby III.